# Смит, Александр Хэнчетт
Александр Хэнчетт Смит (англ. Alexander Hanchett Smith; 13 декабря 1904 — 12 декабря 1986) — американский миколог, известный своим вкладом в таксономию и филогенетику агариковых грибов.

## Краткая биография
Александр Смит родился в городе Крандон штата Висконсин вторым ребёнком в семье Эдварда и Рут Шмидт, затем сменивших фамилию на Смит. После смерти матери Смит с отцом переехал в Уэст-Де-Пир. До 1923 года Смит учился в средней школе в Де-Пире, через год поступил в колледж в Аплтоне, в 1928 году присвоивший ему степень бакалавра искусств. Учился в Мичиганском университете в Анн-Арборе, присвоившем ему степень магистра наук в 1929 году и доктора философии в 1933 году. C 1959 по 1972 годы Смит работал директором гербария Мичиганского университета. Смит женился на Хелен Вандерворт Смит, также ставшей доктором философии в Мичиганском университете. Их дочь Нэнси Смит Вебер, родившаяся в 1943 году, вместе с родителями отправлялась на различные микологические экспедиции, также получила степень доктора философии.
Александр Смит был президентом Микологического общества США и главным редактором журнала Mycologia.
Смит преподавал микологию в Мичиганском университете, 9 из его учеников затем стали докторами философии, некоторые из которых, например, Гарри Тирс и Орсон Миллер — известные микологи. Он собрал богатый гербарий из более 100 000 образцов грибов, которые ныне хранятся в гербарии Мичиганского университета.

## Основные научные публикации
Александр Смит написал более 200 книг и статей по микологии.
Популярные книги
- Common edible and poisonous mushrooms of southeastern Michigan. (1938)
- Mushrooms in Their Natural Habitats. (1950?)
- Puffballs and their allies in Michigan. (1951)
- The Mushroom Hunter’s Field Guide. (1958, 1963)
- Keys to genera of higher fungi. (1964, с Р. Шеффером)
- How to Know the Non-Gilled Fleshy Fungi. (1973, 1981, с Х. и Н. Смит)
- A field guide to western mushrooms. (1975)
- How to Know the Gilled Fungi. (1979, с Х. и Н. Смит)
- A field guide to southern mushrooms. (1985, с Х. Смит)

Научные монографии
- North American species of Mycena. (1947)
- North American species of Hygrophorus. (1963, с Л. Хеслером)
- A monograph on the genus Galerina Earle. (1964, с Р. Зингером)
- Contribution toward a monograph of North American species of Suillus. (1964, с Г. Тирсом)
- North American species of Crepidotus. (1965, с Л. Хеслером)
- The North American species of Pholiota. (1968, с Л. Хеслером)
- The boletes of Michigan. (1971, с Г. Тирсом)
- The North American species of Psathyrella. (1972)
- North American species of Lactarius. (1979, с Л. Хеслером)
- The veiled species of Hebeloma in the western United States. (1985, с В. Эвенсон и Д. Митчелом)